# Оксид бора
Окси́д бо́ра (сесквиоксид бора, борный ангидрид) {\displaystyle {\ce {B2O3}}} — бинарное неорганическое химическое соединение бора с кислородом, ангидрид борной кислоты, бесцветное, довольно тугоплавкое, стекловидное или кристаллическое вещество, диэлектрик.
Стеклообразный оксид бора имеет слоистую структуру (расстояние между слоями 0,185 нм), в слоях атомы бора расположены внутри равносторонних треугольников {\displaystyle {\ce {BO3}}} (d В—О=0,145 нм). Эта модификация плавится в интервале температур 325—450 °C и обладает высокой твёрдостью. Она получается при нагревании бора на воздухе 700 °C или обезвоживанием ортоборной кислоты. Кристаллический {\displaystyle {\ce {B2O3}}}, который получают осторожным отщеплением воды от метаборной кислоты {\displaystyle {\ce {HBO2}}}, существует в двух модификациях — с гексагональной кристаллической решёткой, при 400 °C и 2200 МПа переходящей в моноклинную.

## Свойства
- Борный ангидрид гигроскопичен, он бурно (в мелкодисперсном состоянии) растворяется в воде, образуя вначале различные метаборные кислоты общей формулы {\displaystyle {\ce {(HBO2)_n}}}. Дальнейшее оводнение приводит к образованию ортоборной кислоты {\displaystyle {\ce {H3BO3}}}.

Расплавленный {\displaystyle {\ce {B2O3}}} хорошо растворяет оксиды многих элементов. С оксидами металлов образует соли бораты.
- {\displaystyle {\ce {B2O3}}} является кислотным ангидридом, проявляя также очень слабые признаки амфотерности:

{\displaystyle {\mathsf {2B_{2}O_{3}+P_{4}O_{10}\rightarrow 4BPO_{4}}}}
{\displaystyle {\mathsf {B_{2}O_{3}+3H_{2}O\rightarrow 2H_{3}BO_{3}}}}
- С соляной кислотой реагирует при нагревании ({\displaystyle {\ce {t>100^{\circ }C}}}):
{\displaystyle {\mathsf {B_{2}O_{3}+6HCl\ {\xrightarrow {t^{\circ }\ }}\ 2BCl_{3}+3H_{2}O}}}
- Сам оксид бора не восстанавливается углеродом даже при температуре белого каления, однако разлагается, если одновременно ввести в реакцию вещества, способные заместить кислород (хлор или азот):

{\displaystyle {\mathsf {B_{2}O_{3}+3C+3Cl_{2}\rightarrow 2BCl_{3}+3CO}}}
- При нагревании оксида бора с элементарным бором выше 1000о в парах существуют термически устойчивые линейные молекулы O=B—B=O. При быстром охлаждении паров ниже 300 °C может быть получен белый твёрдый полимер состава {\displaystyle {\ce {(B2O2)_n}}}, не имеющий определённой точки плавления и сильно реакционноспособный. Под давлением в 60 тыс. ат. и температуре 1500 °C оксид бора взаимодействует с элементарным бором по реакции:

{\displaystyle {\mathsf {B_{2}O_{3}+4B\rightarrow 3B_{2}O}}}
Этот низший оксид бора имеет графитоподобную слоистую структуру.

## Получение
Образуется при нагревании бора в атмосфере кислорода или на воздухе
{\displaystyle {\mathsf {4B+3O_{2}\rightarrow 2B_{2}O_{3},}}}
А также при обезвоживании борной кислоты:
{\displaystyle {\mathsf {2H_{3}BO_{3}\rightarrow B_{2}O_{3}+3H_{2}O.}}}

## Применение
- Флюсы для стекла и эмали.
- Исходный материал для синтеза других соединений бора, таких как карбид бора.
- Добавка, используемая в стекловолокне (оптических волокнах).
- Используется в производстве боросиликатного стекла.
- Используется в качестве кислотного катализатора в органическом синтезе.

## Биологическая роль

### Токсикология
Оксид бора B2O3 (сесквиоксид бора; ангидрид борной кислоты) по степени воздействия на организм человека относится к веществам 3-го класса опасности ("умеренно-опасное" химическое вещество).
Высокотоксичен для насекомых.
Предельно допустимая концентрация оксида бора в воздухе рабочей зоны составляет 5 мг/м³.
Реактив пожаро- и взрывобезопасен.
Вдыхание пыли оксида бора, судя по всему, может вызвать раздражение слизистых оболочек.
В больших концентрациях оксид бора может обладать гонадотропным или гепатотоксическим действием.